# Ligularia subspicata
Ligularia subspicata là một loài thực vật có hoa trong họ Cúc. Loài này được (Bureau & Franch.) Hand.-Mazz. mô tả khoa học đầu tiên năm 1938.